# Lã Cứ
Lã Cứ (chữ Hán: 呂據; ?-256) là tướng nhà Đông Ngô thời Tam Quốc trong lịch sử Trung Quốc.

## Sự nghiệp
Lã Cứ có tên tự là Thế Nghị (世議), là con thứ của Lã Phạm. Vì cha ông làm quan lớn trong triều đình Đông Ngô nên Lã Cứ được nhận chức Lang. Khi Lã Phạm ốm nặng, Lã Cứ được phong làm Phó quân Hiệu uý, giúp cai quản việc quân.
Năm 228, Lã Phạm mất, Lã Cứ được thăng làm An quân Trung lang tướng. Ông mấy lần đi đánh dẹp sơn tặc, những nơi thâm ác kịch địa, đánh ở đâu cũng đều phá được.
Ông theo Thái thường Phan Tuấn đi đánh dẹp Ngũ Khê, lại lập công. Chu Nhiên tấn công Phàn Thành của Tào Ngụy, Lã Cứ cùng Chu Dị đánh phá các thành ngoại vi, khi về được phong làm Thiên tướng quân, vào triều được phong làm Mã Nhàn hữu bộ đốc, rồi thăng làm Việt kỵ Hiệu uý.
Năm 251, có gió lớn, nước sông Trường Giang tràn mênh mông, ngấm đọng ở cửa thành, Tôn Quyền sai người xem kỹ thế nước, chỉ thấy một mình Lã Cứ sai người dùng thuyền lớn để phòng hại. Vì vậy Tôn Quyền khen ngợi ông, phong làm Đãng Ngụy tướng quân.
Năm 252, Tôn Quyền ốm nặng, lấy Lã Cứ làm Thái tử Hữu bộ đốc. Tôn Quyền mất, thái tử Tôn Lượng lên ngôi, tức là Ngô Phế Đế. Lã Cứ được phong làm Hữu tướng quân.
Tào Nguỵ xuất binh ra Đông Hưng, Lã Cứ đến đánh dẹp có công. Năm 253, Tôn Tuấn giết Gia Cát Khác, thăng Lã Cứ làm Phiêu kỵ tướng quân, coi việc ở cung Bình Tây.
Năm 255, ông được ban Giả tiết, cùng với Tôn Tuấn tập kích Thọ Xuân giúp Vô Khâu Kiệm chống Tư Mã Sư. Vô Khâu Kiệm thất bại, Lã Cứ dẫn quân quay về bất ngờ gặp tướng nước Nguỵ là Tào Trân, phá Trân ở Cao Đình.
Năm 256, Lã Cứ dẫn quân đánh nước Nguỵ, chưa đến sông Hoài, nghe tin Tôn Tuấn chết, em họ là Tôn Lâm tự lên thay. Lã Cứ không phục Tôn Lâm, cả giận, dẫn quân về, muốn phế bỏ Tôn Lâm. Tôn Lâm nghe được tin, sai quan Trung thư vâng chiếu chỉ, chiếu lệnh sai Văn Khâm, Lưu Toản, Đường Tư bắt giữ ông, lại phái anh họ là Lự đem Đô hạ binh đón đánh ông ở Giang Đô. Thuộc hạ khuyên Lã Cứ hàng Nguỵ, nhưng ông không nghe theo vì hổ thẹn làm kẻ phản thần.
Rồi ông tự sát. Tôn Lâm tru di tam tộc nhà Lã Cứ.